# Carex subrecta
Carex subrecta là một loài thực vật có hoa trong họ Cói. Loài này được J.Cay. mô tả khoa học đầu tiên năm 1990 publ. 1991.